# Calcarelle

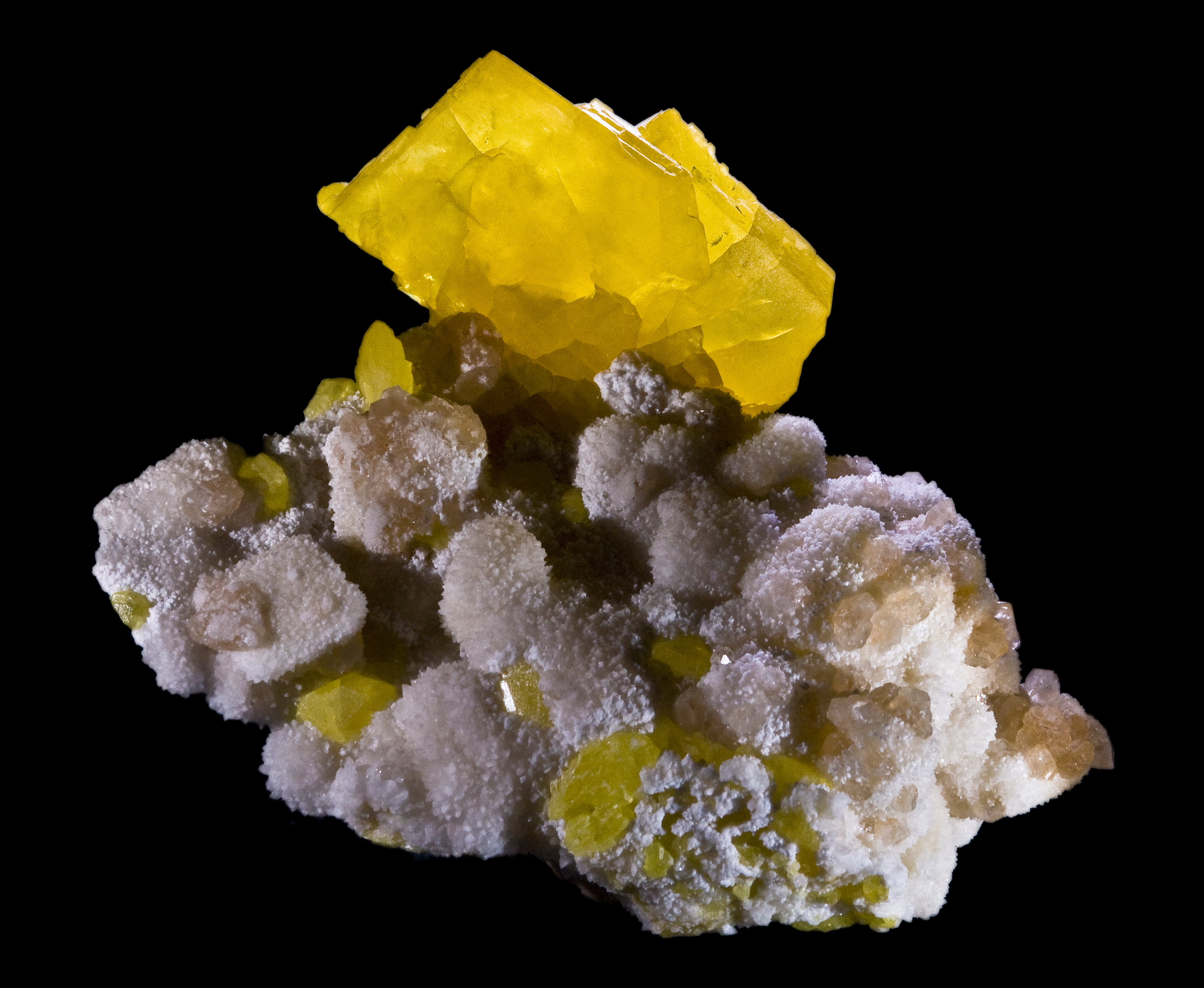
Minerale di zolfo

Le calcarelle sono dei rudimentali forni di fusione del minerale di zolfo estratto dalle miniere con lo scopo di separare lo zolfo puro dalle impurità.
La calcarella è il sistema di raffinazione tramite fusione più antico e quello che presenta il minor rendimento complessivo, arrivando a malapena a produrre il 30 % di zolfo raffinato rispetto alla quantità di minerale estratto. 
Consiste essenzialmente in un cumulo di minerale di circa 40 q nel quale vengono previste delle canalizzazioni di colatura verso un punto di raccolta. Il minerale viene incendiato e giunge rapidamente alla fusione separandosi dalle impurità.
Questa tecnologia "arcaica" ha lo svantaggio di produrre grandi quantità di anidride solforosa e altri composti fortemente inquinanti e nocivi per la salute degli addetti, per l'agricoltura e per tutto l'ambiente circostante; per questo esistevano disposizioni che obbligavano a installare questi impianti rudimentali ad una distanza di almeno 3 chilometri dagli abitati.
Il metodo, adottato in Sicilia, venne abbandonato intorno alla metà del XIX secolo.